# 3 septembre 1945
Le lundi 3 septembre 1945 est le 246e jour de l'année 1945.

## Naissances
- Leonardo Véliz, joueur chilien de football
- Marie-Claire Pauwels (morte le 22 mai 2011), journaliste française
- Nicolaï Krivtsov (mort le 25 novembre 2011), scientifique russe
- Viatcheslav Savich Mikhailov, peintre russe
- Yves Salesse, homme politique français

## Événements
- Création du ghetto de Shanghai
- Création du parti politique chinois, la Société de Jiusan
- Application de la réforme agraire déjà engagée en Saxe, en Allemagne, dans la zone d’occupation soviétique : les propriétés de plus de 100 ha sont expropriées.